# Unión del Pueblo Navarro
| Europäische Partei             | Europäische Partei                  |                                |
| Unión del Pueblo Navarro (UPN) | Unión del Pueblo Navarro (UPN)      | Unión del Pueblo Navarro (UPN) |
| ------------------------------ | ----------------------------------- | ------------------------------ |
| Verbreitung:                   | Navarra ( Spanien)                  |                                |
| Gründungsdatum:                | 3. Januar 1979                      |                                |
| Gründungsort:                  | Pamplona                            |                                |
| Parteipräsident:               | Yolanda Barcina Angulo (seit 2009)  |                                |
| Generalsekretär:               | Alberto Catalán                     |                                |
| Mitglieder:                    | ca. 7.000 (Stand: 2008)             |                                |
| Frauenanteil:                  | circa %                             |                                |
| Jugendorganisation:            | Juventudes Navarras (JJNN)          |                                |
| Ausrichtung:                   | konservativ, regionalistisch        |                                |
| Anschrift:                     |                                     |                                |
| Webseite:                      | www.upn.org                         |                                |
| Europa-Partei:                 | keine                               |                                |
| Stärke                         |                                     |                                |
| Wahlergebnis:                  | 39,29 Prozent in der Region Navarra |                                |
| Regierung:                     | Opposition                          |                                |
| Congreso:                      | 2/350                               |                                |
| Senado                         | 1/266                               |                                |
| EU-Parlament:                  | 0/59                                |                                |

Unión del Pueblo Navarro (UPN, Union des navarresischen Volkes) ist eine Regionalpartei in der spanischen Autonomen Gemeinschaft Navarra. UPN zählt etwa 7000 Mitglieder und gehört politisch der rechten Mitte an. 
Die UPN vertritt einen regionalen navarresischen Patriotismus und grenzt sich vom baskischen Nationalismus ab. Die UPN stellte von 1991 bis 1995 und von 1996 bis 2015 die Regionalregierung in Navarra. Von 1991 bis 2008 fungierte sie als Landesverband der Partido Popular. 

## Geschichte
UPN wurde 1979 als Abspaltung der spanischen Partei UCD gegründet, da UCD sich nicht eindeutig gegen eine Vereinigung von Navarra mit der Autonomen Gemeinschaft des Baskenlands ausgesprochen hatte. Bereits in den zwei Monate später stattfindenden spanischen Parlamentswahlen von 1979 erreichte sie einen Sitz, kurz darauf kam sie bei den navarresischen Regionalwahlen auf 13 von 70 Abgeordneten. Ab 1982 erzielte UPN bei allen spanischen Parlamentswahlen jeweils zwei oder drei Sitze.
In den Folgejahren etablierte sich UPN als die wichtigste konservative Partei in Navarra und als Träger eines gegen den baskischen Nationalismus gewandten navarresischen Regionalismus. Ab 1982 galt ein Abkommen zwischen UPN und der spanienweit aktiven konservativen Partei Partido Popular (PP), nach dem sie bei Wahlen gemeinsam antraten und im spanischen Parlament eine gemeinsame Fraktion bildeten; 1991 wurde die bis dahin existierende PP-Regionalorganisation in Navarra mit der UPN vereinigt. Im selben Jahr erzielte die Partei erstmals eine relative Mehrheit im Regionalparlament und konnte mit Juan Cruz Alli den navarresischen Präsidenten stellen.
Nachdem 1995 kurzzeitig die navarresischen Sozialisten (PSN, der Regionalverband der PSOE) die Regionalregierung übernommen hatten, wurde 1996 mit Miguel Sanz erneut ein UPN-Mitglied Präsident einer Minderheitsregierung. Obwohl UPN in den folgenden Regionalwahlen ihr Wahlergebnis jeweils verbessern konnte, erreichte sie keine absolute Mehrheit, wurde jedoch von Kleinparteien sowie der PSN toleriert.
Diese Tolerierung kam nach den Regionalwahlen von 2007, bei der UPN 42,2 % der Stimmen erzielte, in Gefahr, da sich aufgrund der Konflikte zwischen PP und PSOE auf gesamtspanischer Ebene auch UPN und PSN voneinander entfernten. Außerdem war das erstmals angetretene Wahlbündnis NaBai, in dem sich alle probaskischen Kleinparteien Navarras zusammengeschlossen hatten, mit 23,7 % aus dem Stand die zweitstärkste Kraft geworden. Es kam daher zu Koalitionsverhandlungen zwischen PSN und NaBai, die die PSN erst auf Druck der PSOE-Spitze schließlich abbrach. Die UPN-Regierung konnte dadurch weiterregieren, ihre Abhängigkeit von der Tolerierung durch die PSN wurde jedoch verdeutlicht.
Dies zeigte sich ein Jahr später im spanischen Parlament, als die PSOE-Minderheitsregierung unter José Luis Rodríguez Zapatero in Schwierigkeiten kam, eine Mehrheit für den Haushalt 2009 zu erzielen. Abweichend von der Linie der PP-Fraktion, die gegen den Haushalt stimmte, erklärte sich UPN, die bei den spanischen Parlamentswahlen im März 2008 zwei Sitze erzielt hatte, zu einer Enthaltung bereit. Tatsächlich stimmte bei der Abstimmung schließlich einer der UPN-Abgeordneten zusammen mit der übrigen PP-Fraktion gegen den Haushalt, der andere folgte hingegen den Vorgaben der Parteispitze und enthielt sich.
Die PP suspendierte daraufhin am 22. Oktober 2008 das 1982 geschlossene Abkommen und drohte der UPN-Spitze mit einem „Kontaktabbruch“. Die UPN reagierte, indem sie den Abgeordneten, der gegen den Haushalt gestimmt hatte, sowie ein weiteres prominentes Mitglied, das sich öffentlich für die PP ausgesprochen hatte, aus der Partei ausschloss. Dies führte wiederum dazu, dass am 28. Oktober die PP das Bündnis mit UPN endgültig aufkündigte und ihren 1991 aufgelösten navarresischen Regionalverband wieder aufbaute; den von der UPN ausgeschlossenen Mitgliedern wurde die Aufnahme in die PP angeboten. Der verbliebene UPN-Abgeordnete schied am 17. November 2008 aus der Fraktion der PP aus.
Nach den Regionalwahlen vom 22. Mai 2011 bildete die UPN eine Koalitionsregierung mit der PSOE. Bei den Wahlen zum spanischen Parlament am 22. November 2011 traten UPN und PP jedoch wieder mit einer gemeinsamen Liste an. Über diese Liste zogen ein Mitglied der UPN in das Abgeordnetenhaus und zwei Mitglieder der UPN in den Senat der Cortes Generales ein. Sie gehören in beiden Kammern aber dennoch nicht der PP-Fraktion an, sondern sind fraktionslos.

## Wahlergebnisse Regionalwahlen
Bei den Wahlen zum Regionalparlament von Navarra erzielte die UPN seit 1983 folgende Ergebnisse (die Gesamtzahl der Abgeordneten des Parlaments betrug in allen Legislaturperioden unverändert 50):
|      | Stimmen | %     | Sitze |
| ---- | ------- | ----- | ----- |
| 1983 | 62.072  | 23,51 | 13    |
| 1987 | 69.419  | 24,84 | 14    |
| 1991 | 96.005  | 34,95 | 20    |
| 1995 | 93.163  | 31,34 | 17    |
| 1999 | 125.497 | 41,37 | 22    |
| 2003 | 127.460 | 41,48 | 23    |
| 2007 | 139.132 | 42,19 | 22    |
| 2011 | 111.474 | 34,48 | 19    |
| 2015 | 92.705  | 27,44 | 15    |